# Tutukaka
Tutukaka – miasto w Nowej Zelandii, na Wyspie Północnej, w regionie Northland.